# Extract
Pour plus de détails, voir Fiche technique et Distribution.
Extract, ou Essence au Québec, est une comédie américaine réalisée par Mike Judge, sortie en 2009.

## Synopsis
Joel, le propriétaire d'une usine qui extrait des saveurs de plantes, doit faire face à de nombreux problèmes professionnels et frustrations conjugales : les employés de son usine sont des tir-au-flancs incompétents et profitent de lui, tandis que son couple est piloté par la routine et qu’il n’a plus de relations sexuelles avec sa femme depuis belle lurette.

## Fiche technique
Sauf indication contraire, les informations mentionnées dans cette section peuvent être confirmées par les bases de données cinématographiques IMDb et Allociné,  présentes dans la section « Liens externes ».
- Titre : Extract
- Réalisation et scénario : Mike Judge
- Musique : George S. Clinton
- Photographie : Tim Suhrstedt (en)
- Montage : Julia Wong
- Décors : Maher Ahmad
- Production : John Altschuler (en) et Michael Rotenberg
- Société de production : Ternion Pictures
- Sociétés de distribution : Miramax Films (États-Unis) ; Paramount Pictures (Royaume-Uni)
- Budget : 8 millions de dollars
- Format : couleur — 1.85:1 - 35mm - Dolby Digital
- Genre : comédie
- Pays d'origine :  États-Unis
- Langue originale : anglais
- Durée : 92 minutes
- Dates de sortie :
  - États-Unis et Canada : 4 septembre 2009
  - France : 18 octobre 2011 (sortie DVD)

## Distribution
Sauf indication contraire, les informations mentionnées dans cette section peuvent être confirmées par les bases de données cinématographiques IMDb et Allociné,  présentes dans la section « Liens externes ».
- Jason Bateman (VQ : Yves Soutière) : Joel
- Ben Affleck (VQ : Pierre Auger) : Dean, le meilleur ami
- Kristen Wiig (VF : Sylvie Ferrari ; VQ : Viviane Pacal) : Suzie, l'épouse
- Clifton Collins Jr. (VQ : Alexandre Fortin) : Step, l'éclopé
- Dustin Milligan (VQ : Nicolas Charbonneaux-Collombet) : Brad, le gigolo
- Mila Kunis (VF : Alice Taurand ; VQ : Claudia-Laurie Corbeil) : Cindy, l'employée à temps partiel
- T. J. Miller (VQ : Daniel Roy) : Rory
- J. K. Simmons (VQ : Pierre Chagnon) : Brian
- David Koechner (VQ : Louis-Georges Girard) : Nathan
- Gene Simmons (VQ : Guy Nadon) : Joe Adler
- Beth Grant (VQ : Johanne Garneau) : Mary
- Gary Cole : le patron du bar (non-crédité au générique)
- Mike Judge : Jim (non-crédité au générique)

## Autour du film
- Jason Bateman retrouve J. K. Simmons après Juno et Ben Affleck après Mi$e à prix et Jeux de pouvoir.
- Le film est sorti directement en DVD en France le 18 octobre 2011.